# درب زبيدة
طريق الحج الكوفي أو درب زبيدة أحد أهم الدروب التاريخية، كونه من أهم طرق الحج السبعة في الجزيرة العربية والتي يزيد عمرها عن 1000عام، ومن أهم طرق التجارة خلال العصرالعباسي، كما أنه أحد المواقع المرشحة للانضمام إلى قائمة اليونسكو للمواقع التاريخية العالمية، أُنشئ هذا الدرب التاريخي لخدمة المعتمرين والحجاج من أهل العراق وما جاورها من الدول الإسلامية ودول شرق آسيا، اكتمل بناؤه في فترة الخلافة العباسية عام 132 - 656 / 750 -1258م، وقد اشتهر باسم «درب زبيدة» نسبة إلى السيدة زبيدة حفيدة الخليفة أبو جعفر المنصور و زوجة الخليفة هارون الرشيد التي أسهمت في عمارته.
الدرب هو المسلك، وهو طريق مُمهد ترابي أو حجري للسفر أو الربط بين المدن، ويعود تاريخه إلى فترة عصر ما قبل الإسلام حيث اُستخدم من قبل بعض القبائل والمسافرين والقوافل التجارية للتنقل بين العراق وغربي الجزيرة العربية، وأصبح استخدامه منتظماً وميسوراً بدرجة كبيرة، إذ تحولت مراكز المياة وأماكن الرعي والتعدين الواقعة عليه إلى محطات رئيسية.
في العصر العباسي، أصبح الطريق حلقة اتصال مهمة بين بغداد والحرمين الشريفين وبقية أنحاء الجزيرة العربية، وقد اهتم الخلفاء العباسيون بهذا الطريق وزودوه بالمنافع والمرافق المتعددة، كما عملوا على توسيع الطريق حتى يكون صالحاً للاستخدام من قبل الحجاج والمسافرين ودوابهم.
تذكرالمصادر التاريخية والجغرافية والآثار الباقية إلى أن مسار هذا الطريق خطط بطريقة عملية وهندسية متميزة، حيث أقيمت على امتداده من الكوفة إلى مكة المكرمة المرافق اللازمة من آبار وبرك وسدود، كما أُقيمت علية علامات ومنارات ومشاعل ومواقد توضح مساره ليهتدي بها المسافرون؛ وتتمركز  الغالبية العظمى من محطات درب زبيدة في السعودية، ويمتد درب زبيدة على مسافة 1571 كلم ويرتبط بـ 27 محطة رئيسية بالإضافة إلى 59 محطة فرعية، تسمى كل منها (متعشى)، وهي استراحة تقام بين كل محطتين رئيستين، ومتوسط ما بين كل محطة ومحطة نحو 50 كم. يقول المؤرخ ابن كثير: «كانت طريق الحجاز من العراق، من أرفق الطرقات وأكثرها أمناً وأطيبها».
كان الطريق مسلوكاً من العراق في عقد السبعينات الميلادية.

## التسمية
ساهمت زبيدة بشكل كبير في بناء هذا الطريق وخصصت هي وزوجها الكثير من أموالها لراحة الحجاج والمسافرين، وذلك عندما أدت فريضة الحج عام 176هـ، وعانت معاناة شديدة في طريقها للحج فأمرت بإقامة الاستراحات، والبرك على مسارات الأودية والشعاب بطريقة هندسية ساعدت في تجميع مياه الأمطار، والأودية، والشعاب ضمن قنوات مائية.

## المحطات الرئيسية
- خان الرحاب
- المغيثا
- القرعة
- واقصة
- بركة العقبة
- منزل الشحيحات – الشقوق
- بركة العشار – بطان
- ميقات ذات عرق
- بركة غمرة
- المسلح
- أفاعية أو أفيعية
- المعدن
- السليلة
- الربذة
- مغيثة ماوان
- فيد
- بركة الأجفر
- زرود
- البستان
- برك زبالة
- برك الهيثم – القاع
- منزل الثعيلبة – البدع
- بركة الحسين الخادم (الرشيد بن المهدي)
- بركة الحسنى – الحميمة
- أفاعية – أفيعية 2
- سميرا
- الحاجر – البعائث

## المحطات الفرعية
- العذيب
- أم القرون
- وادي الصبا
- بركة حمد
- بركة الحمام – زبيدة - سعد
- بركة الطرف
- بركة الشبيحة
- بركة عثمان الحمادي
- جادة الدرب العقبة
- بركة الظفيري
- بركة العمياء
- بركة الجميمة - متعشا الجريسي
- بركة الشحيحات - الشقوق
- بركة العرايش الجنوبية
- بركة غمرة
- أوطاس
- كراع
- مهد الذهب بئر سليم
- سد سميراء
- بركة الحويص
- بئر الخزيمية
- بئر الوسيط
- بئر الهاشمية
- برك التناهي - العرايش الشمالية - لطيفة
- المشاش البردان
- مكة
- بركة الثليمة
- الرضم 1
- الرضم 2
- بركة الحمراء - الرسمية - الرستمية
- بركة حمد
- بركة أم جعفر
- القصر العتيق لأبو جعفر المنصور- البركة المربعة
- بركة خالصة
- عقبة الأجفر
- محطة الغريبان أو القرنين 1
- محطة الغريبان أو القرنين 2
- محطة الغريبان أو القرنين 3
- بركة العنابية - المذبيربيات
- توز – المخروقة
- بركة الحمة الجفالية
- سميراء القرية الطينية
- قروري - قارورة - سناف لحم
- النقرة الأصلية – الجفينة
- محطة معدن القرشي – النقرة حالياً
- متعشى أريمة – سنام
- متعشى الكناس الروثة
- متعشى ضبة
- متعشى الصفحة
- كبوانة
- الساقية
- الملة
- البرمكية
- الجفالية
- حريد
- كتيفة[3]
- أم الضميران
- البرود[6]

## محطات طريق الحج الكوفي بالعراق
وسلك الباحث العراقي محمد عبد الغني السعيدي طريق الحج الكوفي ضمن الأراضي العراقية ومسحَ محطات الطريق وصورها ونشرها في بحثه المسمى (طريق الحج العراقي (الكوفة – مكة المكرمة).. متابعة ميدانية).
| التسلسل | اسم المنطقة                   | البعد من مدينة النجف كم |
| 1       | الرحبة                        | 29                      |
| 2       | عذيب الهجانات(1) (بركة زبيدة) | 45                      |
| 3       | وادي السباع (أم قرون)         | 52                      |
| 4       | بئر النص (البوير)             | 63                      |
| 5       | المغيثة                       | 74                      |
| 6       | بركة حمد (بريجة)              | 86                      |
| 7       | الحمام (حمام سعد)             | 99                      |
| 8       | مسيجد                         | 111                     |
| 9       | الطلحات (القرعاء أو البيضة)   | 124                     |
| 10      | بركة العمية                   | 136                     |
| 11      | بركة أبو مسك                  | 151                     |
| 12      | شراف                          | 163                     |
| 13      | واقصة                         | 166                     |
| 14      | بركة العمياء                  | 197                     |
| 15      | العقبة (الأعكبة)              | 217                     |

## امتداد درب زبيدة في مناطق السعودية
يمتد درب زبيدة «طريق الحج الكوفي» من مدينة الكوفة في العراق مروراً بشمال السعودية ووسطها وصولاً إلى مكة المكرمة، ويبلغ طوله إجمالاً 1571 كم، وتحتوي السعودية على النصيب الأكبر من محطاته وذلك بنسبة 75% منه حيث يمر بخمس مناطق إدارية وهي: (الحدود الشمالية، حائل، القصيم، المدينة المنورة، مكة المكرمة) احتوت منطقة حائل على العدد الأكبر من المحطات بإجمالي 35 محطة، وتليها الكوفة في العراق بـ 14 محطة، ثم منطقة الحدود الشمالية بـ 13، ومحطة والمدينة المنورة بـ 13 محطة، ثم منطقة مكة المكرمة بـ 7 محطات، ومنطقة القصيم بـ 4 محطات. بعض المحطات اندثرت بسبب عوامل التعرية ولم يعد لها وجود اليوم.

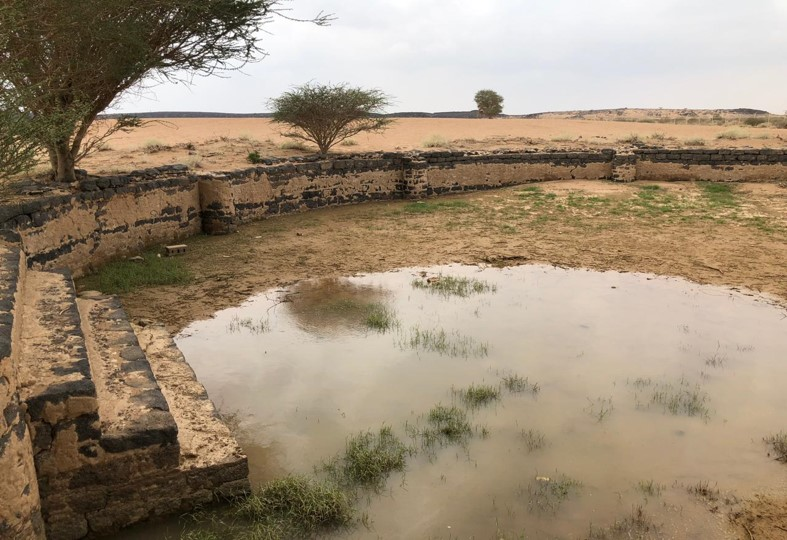
بركة الكراع

تضم منطقة الحدود الشمالية العديد من المواقع الأثرية التي تقع على درب زبيدة في محافظة رفحاء داخل الحدود السعودية حيث تمتد من الشمال وحتى آخر محطة تقع داخل النطاق الإداري لمنطقة الحدود الشمالية جنوباً مع منطقة حائل وتضم 10 مواقع منها المحطات الرئيسية الكبيرة على الدرب والثانوية التي تحتوي على عدد قليل من المباني ومنها ما يسمى (المعشى) وهو يحتوي على غرفتين وبركة.
في منطقة حائل تم حصر 35 محطة على درب زبيدة:
1. موقع العشار
2. موقع العرايش
3. موقع البدع
4. موقع شامة كبد
5. موقع الوسيط الشرقي
6. موقع الوسيط الغربي
7. موقع الخزيمية
8. موقع بركة الأجفر
9. موقع بئر الأجفر
10. موقع الساقية
11. موقع بركة الملة
12. موقع بركة الحويض
13. موقع الشغوة
14. موقع فيد
15. موقع أبوروادف 1
16. موقع ابوروادف 2
17. موقع ابوروادف 3
18. موقع بركة ابوروادف
19. موقع المخروقة 1
20. موقع المخروقة 2
21. موقع المخروقة 3
22. موقع المذيريبات
23. موقع الجفالية
24. موقع سميراء
25. موقع حريد
26. موقع كتيفة
27. موقع البعايث
28. موقع طريق الأخرجة (الصفراء )
29. موقع غمرة مرزوق
30. موقع حسي (العجاجة )
31. موقع الرّقم (الرقب) بئر العماير.

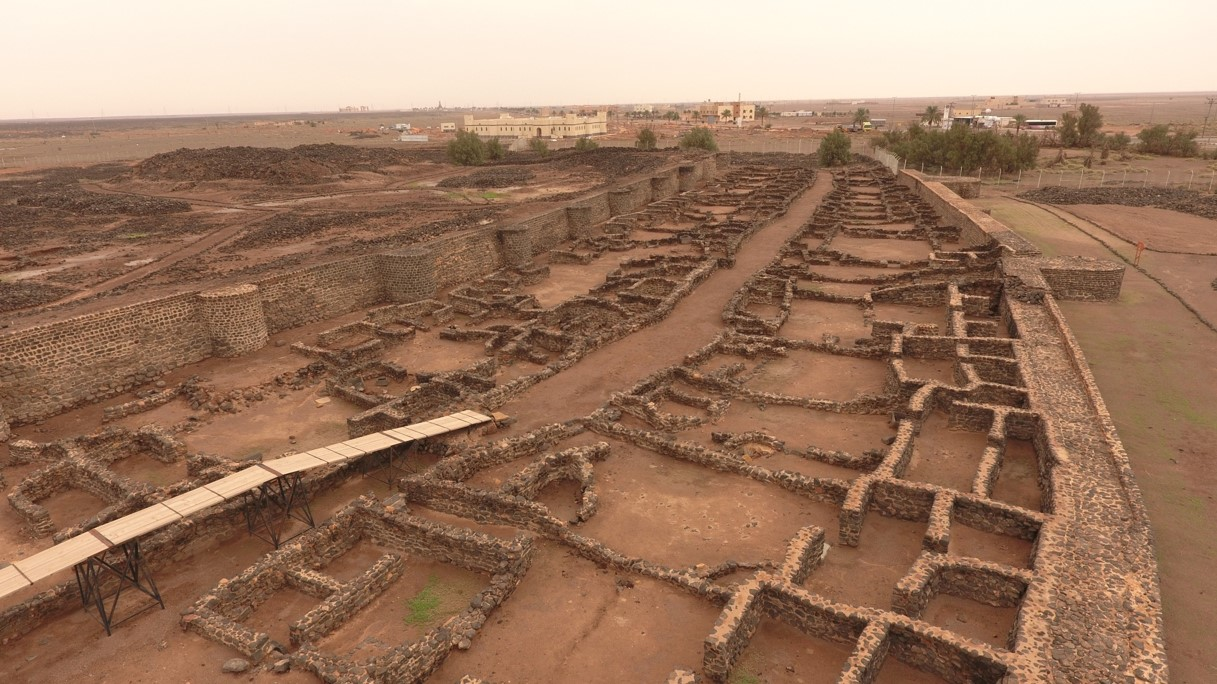
من موقع فيد على درب زبيدة في حائل

في منطقة المدينة المنورة تقع بعض المحطات التالية:
1. الربذة
2. بركة السليلة
3. بركة العمق
4. غار زبيدة
5. بركة عرق
6. بركة المعدن
7. بركة السائلة
8. بركة الكراع
9. قرية صفينة

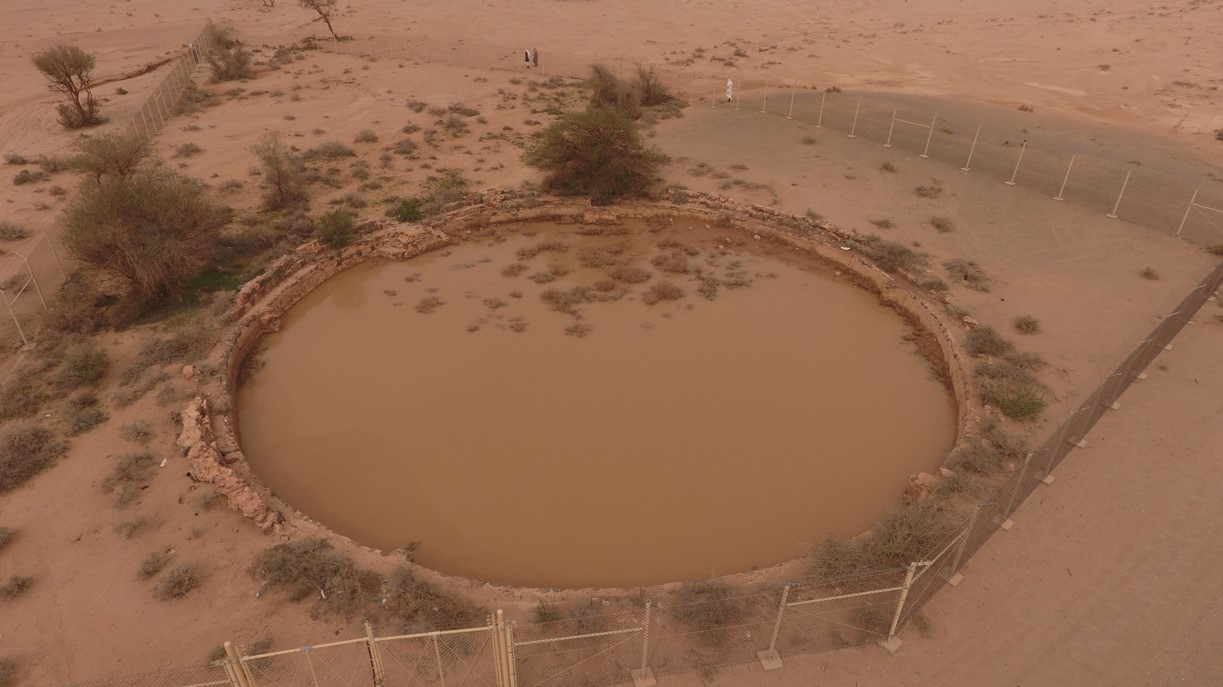
موقع المذيريبات

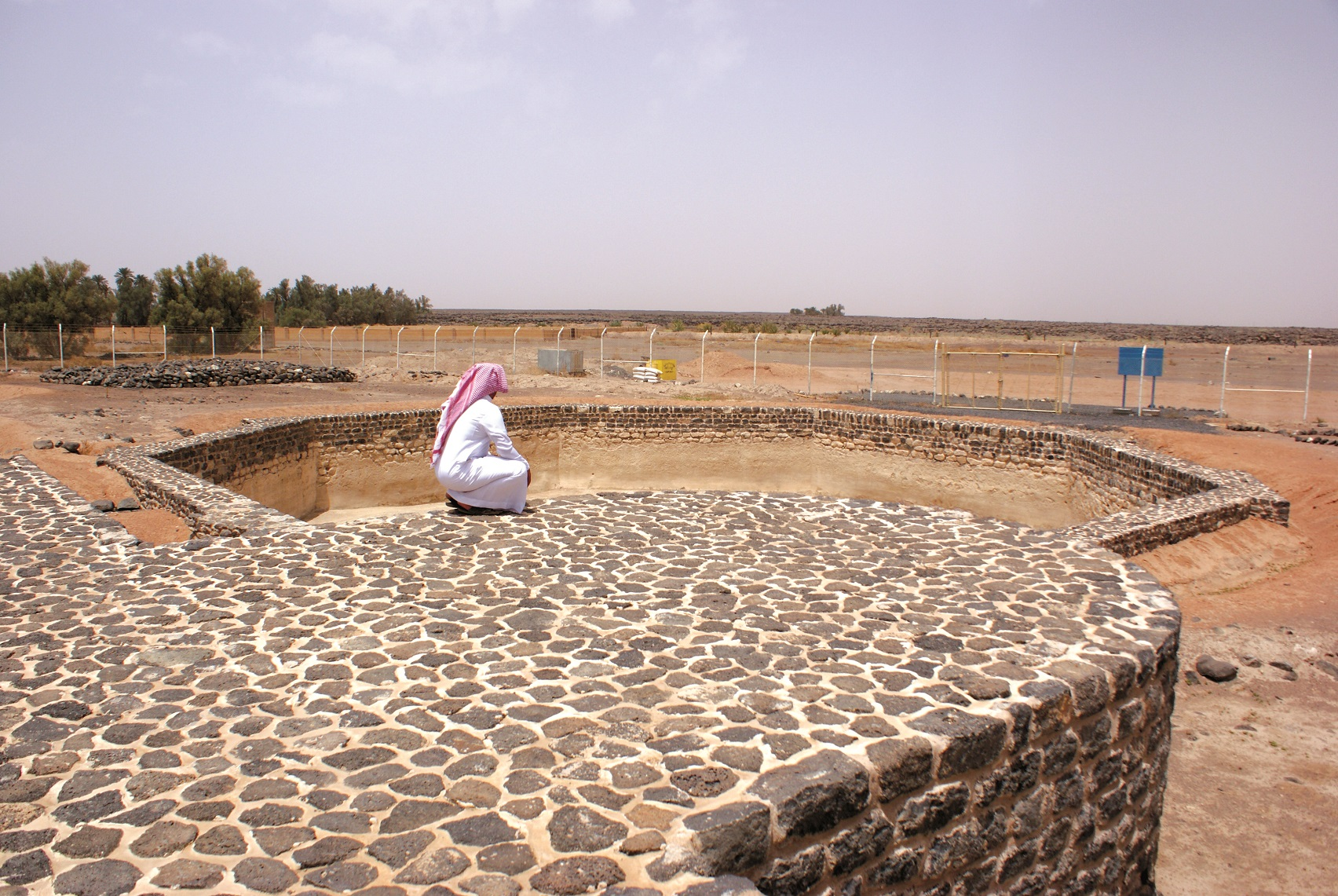
عين على درب زبيدة

في منطقة مكة المكرمة وما جاورها تقع المحطات التالية:
1. ميقات ذات عرق
2. بركة مكة الرقة
3. بئر الباثه
4. بركة اللويه
5. بركة أم الضيمران
6. بركة الزيمة
7. المدرج
8. الرشيدي
9. بئر العسيلة
10. بركة البرود
11. بركة وجرة
12. بركة العقيق

في منطقة الحدود الشمالية تقع بعض المحطات التالية:
1. بركة أم العصافير
2. بركة الشحيحات
3. بركة الثليمة
4. محطة القاع الشمالية والجنوبية

في منطقة القصيم تقع المحطات التالية:
1. بركة الجفينة
2. معدن النقرة
3. بركة الحميمة
4. قرورى

## الآثار
أهم الآثار على درب زبيدة:
- عين زبيدة

تقع عين زبيدة بالقرب من الحرم المكي الشريف، حيث توفر كميات كبيرة من المياه تتراوح ما بين 30-40 مليون جالون من مياه الآبار الجوفية على مساحة تقدر بنحو 17 كيلو متراً مربعاً.
- بركة الظفيري
- بركة العمياء وسميت بذلك لأن بركتها لا ترى الماء إلا نادراً على الرغم من غزارة الأمطار الساقطة.
- برك القاع
- بركة الثليماء وبركة الجميماء
- قرية زبالة التاريخية
- برك الشاحوف (الرضم)
- بركة أم العصافير
- الشيحيات (الشقوق)
- خنيفس الشمالي والجنوبي
- بركة الحمراء (الرستمية)
- بركة حمد
- العشار (البطان).[12]

هذا ما يتعلق بالمسار الرئيس للطريق الذي يتجه إلى مكة المكرمة، وهناك مسارات فرعية أخرى منها طريق معدن النقرة القصيم - المدينة المنورة، ويبلغ طولة (265) كلم، وأهم محطاته :معدن النقرة، العسيلة، المحدث، بطن نخل، الحصيلك، المكحولين، السقرة، الطرق، الركابية، المدينة المنورة، هذا ويلتقي طريق البصرة مع طريق الكوفة في معدن النقرة، وممّا يجدر ذكره، أن طريق الكوفة – مكة المكرمة بلغ أوج ازدهاره في العصر العباسي الأول، وبعد انقضاء عصر الخلفاء الأقوياء تعرض الطريق لهجمات القبائل والقوى المحلية الثائرة، بسبب سقوط الدولة العباسية في أواخر القرن الثالث الهجري وبداية القرن الرابع، وتعرضت بعض محطات الطريق للتخريب والتدمير على أيدي القرامطة، مثل محطة الربذة، ونجم عن ذلك اندثار معالم الطريق وتوقف الحجاج عن استخدامه إلا في حالات توافر الحماية. وبعد سقوط بغداد على أيدي المغول عام 656هـ / 1258م، تعطل الطريق واندثرت معظم محطاته وأصبحت مجرد أطلال.
أوضحت الدراسات الأثرية أن المنشآت المعمارية على طريق الكوفة – مكة تمثل نمطاً معمارياً فريداً للعمارة الإسلامية، حيث تميزت بدقة التصميم وجودة التنفيذ، فقد بنيت قصور الطريق واستراحاته ومنازله بجدران سميكة وزودت بالمرافق والخدمات، كما بنيت البرك بأشكال مستطيلة ومربعة ودائرية، وتدل عمارة البرك على مدى براعة المسلمين في إقامة المنشآت المائية. وتعطي نتائج حفريات جامعة الملك سعود بموقع الربذة صورة متكاملة لتخطيط إحدى محطات الطريق ومدنه بما اشتملت عليه من مساجد وأحياء وقصور وبريد وبرك وآبار، ونقوش كتابية عديدة وعملات وأوان فخارية وخزفية وزجاجية عثر عليها على امتداد الطريق. كما أنها تُغطي فترة تاريخية تمتد من العصر الأموي حتى القرن الثالث الهجري / التاسع الميلادي، ومن أشهر محطاته الرئيسية داخل حدود منطقة حائل شمال نجد بداية من شمال شرق المنطقة من محطة الثعلبية -تعرف الآن ببدع خضراء وفيها آبار للبادية لا زالت تردها- ومروراً بعدد كبير من الاستراحات الرئيسية والهامة والكبيرة التي كانت تسمى منازل واستراحات ثانوية وتسمى متعشى، ويأتي بعد الثعلبية منزل زرود (مهجورة اليوم ولا تزال بعض الآبار باقية) وفي زرود عدة آبار وبرك ومصانع وأسواق، ثم منزل الأجفر(وهي بلدة الآن بنفس الاسم شرق حائل بنحو 140كم) ثم محطة ولاية الطريق بلدة فيد (شرق حائل بنحو 100كم لا تزال بلدة عامرة إلى اليوم) وهي من أكبر المنازل على الطريق بل قاعدة الطريق ونصف الطريق وكانت أحد الولايات العباسية. ثم منزل توز(وهي مهجورة اليوم ولا تزال بعض آثار ذلك المنزل باقية وتقع شمال قرية غمرة بنحو 10كم) ثم محطة بلدة سميراء (وهي بلدة إلى الآن بنفس الاسم جنوب حائل بنحو 150 كم)ثم منزل الحاجر(يعرف الآن بالبعائث بلدة في أقصى جنوبي حائل بنحو 260) وحتى يتعدى حدود المنطقة عند متعشي سناف اللحم في جنوبي غربي حائل ويبدأ بالمنازل والاستراحات داخل حدود المدينة المنورة وأولها منزل معدن النقرة، ثم محطة مغيثة الماوان (تعرف اليوم بالماوية قرية) ثم محطة الربذة وهي محطة رئيسية ومهمة ولها حمى مشهورة، ثم محطة السليلة ثم محطة معدن بنى سليم (تعرف اليوم بمهد الذهب وهي بلدة عامرة اليوم وتقع جنوب شرق المدينة المنورة بنحو 250 كم، ثم محطة ذات عرق حيث يحرم الحجاج هناك وهي اليوم مهجورة بسبب عدم مرور طريق بها.

## نمط العمارة الإسلامية لدرب زبيدة
أوضحت الدراسات الأثرية أن المنشآت المعمارية على طريق حج الكوفة - مكة، تمثل نمطاً معمارياً فريداً للعمارة الإسلامية المبكرة في جزيرة العرب. ويتمثل ذلك في أسلوب التخطيط المعماري والوظائف المختلفة. كما تميزت المباني بسماكة الجدران وأبراج الحماية، وزودت الوحدات البنائية للمنازل والدور السكنية، كما هو الحال في الربذة، بخزّانات لحفظ مياه الشرب تحت مستوى أرضيات الغرف والساحات والممرات، كما أنّ الكثير من المحطات كانت تشتمل على الأسواق والحمامات العامة وغير ذلك من المرافق الأخرى.
أما بالنسبة لبرك المياه فقد أوضحت الدراسات التوثيقية أن البرك والأحواض حُفرت وبُنيت على امتداد الطريق على مسافات متفاوتة ومحدّدة، بعضها بالقرب من المحطات والمنازل، وبعضها الآخر في أماكن نائية عنها. ولا تزال معظم تلك البرك واضحة للعيان بمعالمها وتفاصيلها المعمارية الدقيقة، بينما طمرت الرمال جزء منها.
تتنوع مساحات البرك وأشكالها، فبعضها صّمم بشكل دائري، وبنيت أخرى بشكل رباعي ومستطيل التخطيط. وزودت البرك بأحواض ترسيب (مصافٍ)، ودُعمت جدرانها من الداخل بأكتاف نصف دائرية أو نصف مربعة، للحفاظ عليها من ضغط مياه السيول التي تصب بداخلها، كما أن بعض البرك صُممت بحيث تكون جدرانها الداخلية مدرجة بكاملها، وزودت بقنوات وسدود تجلب إليها مياه الأمطار والسيول من الأودية المجاورة له، مما يدل  على براعة المسلمين الأوائل في العمارة وبناء الإنشاءات المائية.
بالنسبة لتخطيط مسار طريق «درب زبيدة» وتفرعاته، فقد تمكن المهندسون من تحديد مساراته بشكل مستقيم في معظم أجزائها، لتجتاز أراضي سهلية مستوية، ومناطق وعرة وخشنة، وصحاري كثيفة مقفرة حتى تصل إلى جبال الحجاز ذات التضاريس الصعبة التي تخترقها الأودية الضيقة والعميقة.
كما سهّلت الطريق بقطع الممرات بين الثنايا والجبال، وحُمي مسار الطريق بجدران مرتفعة على جانبيه، ووضعت مدرجات عريضة في مواضع الصعود والنزول بالمناطق الجبلية الوعرة. وبرع المهندسون في رسم الطريق بتفادي مساقط السيول الجارفة. إذ تدل آثار التمهيد والرصف على خبرة المهندسين المسلمين في تحديد الطرق ورسمها بأساليب هندسية دقيقة.

## انظر ايضاً
- عين زبيدة
- طريق الحج المصري
- طريق الحج العراقي
- درب الحج الشامي

## الهوامش
- «1»:في العراق منطقتان اسمها (عذيب)، الأولى عُذيب القوادس وهي في طريق الحج الكوفي، والأخرى عذيب الهجانات وهي في طريق ثانوي محاذ لطريق الحج الكوفي والبعد بينهما 38 ميلاً.

## وصلات خارجية
- تقارير مصورة عن محطات درب زبيدة.
- «درب زبيدة».. معلم تاريخي تنتظره قائمة التراث العالمي باليونسكو.
- «درب زبيدة».. طريق التجار والحجاج و«الحنشل»!.